# Harapan Jaya (Sungai Menang)
Harapan Jaya is een bestuurslaag in het regentschap Ogan Komering Ilir van de provincie Zuid-Sumatra, Indonesië. Harapan Jaya telt 735 inwoners (volkstelling 2010).